# 馬格達萊納米爾帕斯阿爾塔斯
14°32′43″N 90°40′31″W / 14.54528°N 90.67528°W
馬格達萊納米爾帕斯阿爾塔斯（西班牙語：Magdalena Milpas Altas），是危地馬拉的城鎮，位於該國西南部，由薩卡特佩克斯省負責管轄，面積8平方公里，海拔高度2,127米，2002年人口8,331，人口密度每平方公里1,041.38人。